# San José del Valle
San José del Valle est une commune de la communauté autonome d'Andalousie, dans la province de Cadix, en Espagne.

## Géographie

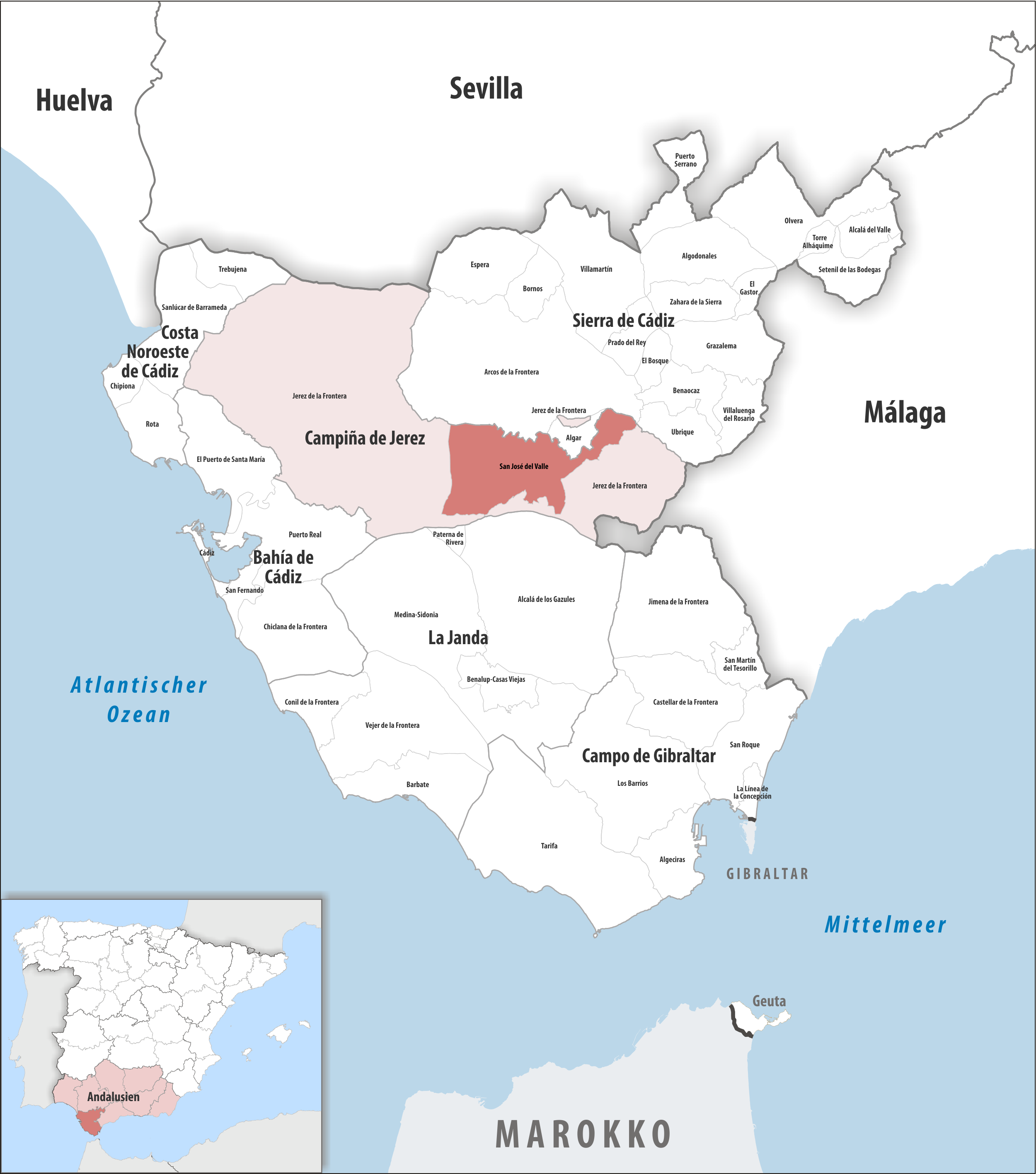
San José del Valle dans la province de Cadix / en Andalousie

### Localisation
La commune de San José del Valle est à peu près au centre de la province de Cadix (Andalousie), dans la comarque de Campiña de Jerez.
Jerez de la Frontera, son chef-lieu de comarque, est à 32 km ouest-nord-ouest ;
Cadix à 58 km ouest-sud-ouest ;
Gibraltar à 111 km sud-est ; 
Algésiras à 94 km sud-est.
Quasiment toute la partie Est de la commune est dans le parc naturel Los Alcornocales (es),
y compris une partie du réservoir de Los Hurones (es) – alimenté par le Majaceite (es) – à la pointe Est de la commune. 

Côté nord, la commune inclut une bonne partie du réservoir de Guadalcacín (es), partagé avec Arcos de la Frontera et Algar ; mais seule la partie Est de ce réservoir se trouve incluse dans le parc naturel Los Alcornocales. Ce réservoir est aussi alimenté par le Majaceite (es).

### Communes voisines
Arcos de la Frontera, Algar et Ubrique sont dans la comarque Sierra de Cadix.

## Administration
| Période                                  | Période | Identité | Étiquette | Qualité |
| ---------------------------------------- | ------- | -------- | --------- | ------- |
| N/A                                      | N/A     | N/A      | N/A       | Maire   |
| Les données manquantes sont à compléter. |         |          |           |         |